# Greifvogelstation Berg am Irchel
Die 1956 gegründete Greifvogelstation Berg am Irchel ist eine Schweizer Institution, die sich für das Wohl und den Weiterbestand heimischer Greifvögel und Eulen einsetzt. Die Greifvogelstation ist Teil der spendenfinanzierten Stiftung PanEco, die sich für Naturschutz und Umweltbildung einsetzt und mit dem ZEWO-Gütesiegel ausgezeichnet ist.
Seit den Sechziger-Jahren betrieb Veronika von Stockar eine private Pflegestation für Greifvögel. Veronika von Stockar war die älteste Tochter des Hans Bühler und der Marguerite, geborene Volkart (1897–1987) Von Stockars Mutter war Marguerite Bühler (1897–1987) die jüngste Tochter des Georg Gottfried Volkart-Ammann (1850–1928). Sie lebte seit sie ein Kind war mit ihren Geschwistern im Schloss am Irchel.
Die Vetsuisse-Fakultät der Universität Zürich und der Universität Bern haben sie für den guten Umgang mit Wildtieren und das im Laufe der Jahre sorgfältig gesammelte Datenmaterial 2007 mit dem Ehrendoktor ausgezeichnet. Von 1957 bis zur Übernahme der Station durch die Stiftung PanEco wurden 3.000 Vögel gepflegt.

## Hintergrund
Die Greifvögel brauchen Hilfe und einen Ort, wo sie im Bedarfsfall professionell gepflegt und möglichst schnell wieder in die Freiheit entlassen werden.

## Tätigkeitsbereiche

### Pflege
80 % aller eingelieferten Patienten können wieder freigelassen werden – dies ist im internationalen Vergleich, wo der Durchschnitt bei 50 % liegt, ein sehr hoher Wert.
Die Patienten sind Turmfalken, Wanderfalken, Rotmilan, Mäusebussarde, Sperber, Waldkäuze, Schleiereulen und viele andere Arten. Meist werden sie durch Hunger geschwächt oder aufgrund eines Unfalls verletzt eingeliefert. Aus dem Nest gefallene Küken können sicher in der Station aufwachsen.